# Brice Falls
Die Brice Falls sind ein Wasserfall bislang nicht ermittelter Fallhöhe südlich von Christchurch in der Region Canterbury auf der Südinsel Neuseelands. Er liegt im Lauf eines namenlosen Bachs, der einige hundert Meter hinter dem Wasserfall in östlicher Fließrichtung im Gebiet der Ortschaft Landsdowne versickert.